# Aktion Krakau
L'Aktion Krakau, nome in codice tedesco per indicare l'operazione Reinhard a Cracovia, fu un'importante operazione nazista del 1942 contro gli ebrei di Cracovia, in Polonia. Fu guidata dal SS- und Polizeiführer Julian Scherner delle Waffen-SS. La retata fece parte della più ampia Operazione Reinhard, cioè l'omicidio di massa degli ebrei polacchi nel cosiddetto Governatorato Generale sotto il comando delle SS- und Polizeiführer Odilo Globočnik.

## Storia
A partire dal 1941, a tutti gli abitanti ebrei di Cracovia fu ordinato di trasferirsi nel ghetto della città, di nuova costituzione situato nel distretto di Podgórze, lontano dal quartiere prevalentemente ebraico di Kazimierz. In concomitanza, fu istituito un nuovo ufficio del lavoro tedesco (Arbeitsamt) per coloro che lavorano fuori dal ghetto.
All'inizio del 1942, l'intera popolazione ebraica della Grande Cracovia (compresi i 29 villaggi circostanti) fu costretta a trasferirsi nello stesso ghetto dove furono concessi 4 metri cubi di spazio per ogni persona. Il 1º giugno 1942 il ghetto fu circondato dalla polizia tedesca e dalle SS. Per nascondere lo scopo dell'Aktion e calmare la popolazione ebraica, gli ufficiali della SD e della SiPo, tra cui il SS-Obersturmbannführer Willi Haase, il SS-Obersturmführer Becher ed il SS-Hauptscharführer Heinrich, raccontarono agli ebrei di un programma di "reinsediamento". Gli ebrei che lavoravano nelle fabbriche tedesche poterono rimanere, il primo trasporto di 7 000 ebrei fu radunato in piazza Zgody e scortato alla stazione ferroviaria di Prokocim. Il 5 giugno 1942, altri 4 000 ebrei furono deportati nel campo di sterminio di Bełżec.
Il 13 marzo e il 14 marzo 1943 i nazisti effettuarono la definitiva liquidazione del ghetto sotto il comando del SS-Hauptsturmführer Amon Göth. Le persone ritenute in grado di lavorare furono trasportate nel campo di concentramento di Płaszów. Circa 2 000 ebrei impossibilitati a muoversi o che tentarono di scappare furono uccisi nelle strade e nelle loro case, i prigionieri furono portati ad Auschwitz.
Come notato dagli storici Ernst Klee, Willi Dressen e Volker Riess, la polizia tedesca dell'ufficio del Grenz Polizeikommissariat fu piuttosto ansiosa di prendere parte all'assassinio degli ebrei a Cracovia e dintorni, in previsione dei notevoli guadagni economici:
(un funzionario di Kripo del distretto di Cracovia , "The Good Old Days": L'Olocausto visto dai suoi autori)

## La fabbrica di smalti
La maggior parte degli ebrei sopravvissuti al programma di liquidazione del ghetto di Cracovia del 1942-1943 proveniva dalla Deutsche Emaillewaren-Fabrik (DEF) di proprietà dell'industriale tedesco dei Sudeti e profittatore di guerra Oskar Schindler. Avvisato della chiusura della fabbrica, Schindler convinse i funzionari delle SS a permettergli di trasferire i suoi 1 200 lavoratori ebrei dal ghetto di Cracovia al campo di lavoro di Brünnlitz a Brněnec, nel Protettorato di Boemia e Moravia, risparmiandoli così dalla deportazione nei campi di sterminio.
Il trasferimento della fabbrica di Schindler non deve essere confuso con l'analoga evacuazione degli ebrei di Przemyśl dalla deportazione a Bełżec. La liquidazione del ghetto di Przemyśl avvenne il 27 luglio, il 31 luglio ed il 3 agosto 1942. L'operazione fu diretta dall'SS-Hauptsturmführer Martin Fellenz. Il 27 luglio 1942, il comandante militare di Przemyśl, Max Liedtke, ordinò alle sue truppe di impadronirsi del ponte sul fiume San che collegava la città divisa di Przemyśl e di fermare l'evacuazione. La Gestapo fu costretta a dargli il permesso di trattenere i lavoratori che prestavano servizio per la Wehrmacht. Per le azioni intraprese da Liedtke e dal suo aiutante Albert Battel a Przemyśl, Yad Vashem in seguito li proclamò Giusti tra le nazioni.
Dopo l'Azione, agli ebrei del Ghetto fu chiesto di pagare le spese di trasporto per la cosiddetta evacuazione. Da allora in poi furono tutti deportati nel campo di sterminio di Bełżec.